# Barisis-aux-Bois
Barisis-aux-Bois  (do 2014 roku pod nazwą Barisis) – miejscowość i gmina we Francji, w regionie Hauts-de-France, w departamencie Aisne. W 2013 roku populacja gminy wynosiła 750 mieszkańców. 
3 grudnia 2014 roku zmieniono nazwę gminy z Barisis na Barisis-aux-Bois. 